# Китайское музыковедение
Китайское музыковедение — академическое исследование традиционной китайской музыки. Эта дисциплина имеет очень богатую историю: артефакты традиционной китайской музыки можно прослеживаются примерно 8000 лет назад, в эпоху неолита. Понятие музыки, 乐 () входит в число древнейших категорий китайской мысли; однако в известных источниках она не получает достаточно четкого определения вплоть до написания «Классики музыки» (утерянного при династии Хань).
Первые музыкальные гаммы были получены из гармонического ряда. На гуцине все обозначенные позиции представляют собой равные отрезки длины струны, составляющие доли от длины свободной струны, такие как 1/2, 1/3, 2/3, 1/4, 3/4 и т. д., и их довольно легко увидеть на инструменте. Гуцинь имеет разметку из 13 позиций, каждая из которых представляет естественную гармоническую позицию, связанную с открытой струной.
Древние китайцы математически определили последовательность 十二律 (система 12 люй), из которых были выбраны различные последовательности из пяти или семи тонов, подобных мажорным гаммам западной стандартной нотации. Система 12 люй близка к частотам, известным на Западе как хроматическая гамма.
Большая часть китайской музыки использует пентатоники с интервалами (под названием лю) почти такими же, как в мажорной пентатонике. Ноты этой последовательности называются гун (кит. трад. 宫, пиньинь gōng), шан (кит. трад. 商, пиньинь shāng), цзяо (кит. трад. 角, пиньинь jué), чжэн (кит. трад. 徵, пиньинь zhǐ) и ю (кит. трад. 羽, пиньинь yǔ).